# USS Heywood (APA-6)
USS Heywood (APA-6) – był amerykańskim transportowcem desantowym typu Heywood, który wziął udział w działaniach II wojny światowej. Odznaczony siedmioma battle star.
Stępkę jednostki położono w 1919 roku pod nazwą „Steadfast” w stoczni Bethlehem Steel Corp. w Alameda (Kalifornia). Jako „City of Baltimore” pełnił służbę na trasie Nowy Jork – San Francisco dla Panama Pacific Lines w latach 30. XX wieku. Nabyty przez US Navy 26 października 1940 roku, został przemianowany na USS Heywood (AP-12) i przebudowany na transportowiec wojska. Wcielono go do służby 7 listopada 1940 roku. Przeklasyfikowano go na transportowiec desantowy (APA-6) 1 lutego 1943 roku. Wycofany ze służby 12 kwietnia 1946 roku w Bostonie. Przekazany w lipcu tego roku do Maritime Commission. Wrócił do nazwy SS „City of Baltimore”. Sprzedany na złom w 1956 roku.
W czasie wojny uczestniczył w walkach o Tulagi, Guadalcanal, Attu, Wyspy Gilberta, Kwajalein i Majuro, Eniwetok, Saipan, Tinian, Leyte. Po wojnie przydzielony do Sił Okupacyjnych na Dalekim Wschodzie.